# Oncotheca
Oncotheca ist die einzige Pflanzengattung der Familie Oncothecaceae in der Ordnung Icacinales innerhalb der Klasse der Bedecktsamigen Pflanzen (Magnoliopsida). Die nur zwei Arten kommen nur auf Neukaledonien vor.

## Beschreibung
Die Oncotheca-Arten wachsen als immergrüne Sträucher oder Bäume. Die Holz-Anatomie ist relativ unspezialisiert: die Gefäße stehen einzeln und haben einen geringen Durchmesser, es sind Netztracheen. Die Knoten sind multilakunär.
Die wechselständig und spiralig an den Zweigenden konzentriert angeordneten Laubblätter sind mindestens kurz gestielt. Die ledrige Blattspreite ist einfach, verkehrt-eilanzettlich und fiedernervig. Cuticula und Hypodermis sind dick, das Mesophyll ist dick und schwammig. Diese Merkmale werden als Anpassung an die extrem nährstoffarmen Standorte (Peinomorphose) interpretiert. Der Blattrand ist glatt oder gezähnt. Nebenblätter sind keine vorhanden.
Die seitenständigen, thyrsoid verzweigten Gesamtblütenstände sind aus zymösen Teilblütenständen zusammengesetzt. Es sind Hochblätter vorhanden. Die relativ kleinen, zwittrigen Blüten sind radiärsymmetrisch und fünfzählig mit doppelter Blütenhülle. Es sind fünf Kelchblätter vorhanden. Die fünf Kronblättern sind glockenförmig kurz verwachsen. Es ist nur ein Kreis (es fehlt der äußere Kreis – die Staubblätter alternieren mit den Kronblättern) mit fünf fertilen Staubblättern vorhanden, die untereinander frei sind. Die Staubfäden sind kurz. Fünf Fruchtblätter sind zu einem oberständigen Fruchtknoten verwachsen, mit zwei hängenden Samenanlagen je Fach. Es sind fünf freie, kurze Griffel vorhanden.
Die Früchte sind zwei- bis fünfsamige, fleischige Schließfrüchte ähnlich der Steinfrucht. Die zwei (selten drei) Keimblätter (Kotyledonen) sind kurz.
Die beiden Arten unterscheiden sich hauptsächlich in der Fruchtform, Blattgröße und der Staubblattmorphologie.

## Systematik und Verbreitung
Die Gattung Oncotheca wurde 1891 durch Henri Ernest Baillon in Bulletin Mensuel de la Société Linnéenne de Paris, 2, S. 931 aufgestellt. Typusart ist Oncotheca balansae Baill. Der Gattungsname Oncotheca ist aus den griechischen Wörtern oncos für Masse und theke für Kiste abgeleitet. Die Familie Oncothecaceae wurde 1965 durch Clarence Emmeren Kobuski in Airy Shaw: Kew Bulletin, Volume 18, Issue 2, S. 264 aufgestellt.
Die Gattung Oncotheca wurde früher den Familien Aquifoliaceae oder Ebenaceae zugeordnet, und 1965 als eigene Familie Oncothecaceae beschrieben. Arthur John Cronquist und Armen Tachtadschjan stellten sie in die Ordnung Theales. Molekulargenetische Untersuchungen ergaben bis 2015 keine systematische Zuordnung zu einer Ordnung. Die Oncothecaceae werden innerhalb der Euasteriden I nach APG IV der 2015 aufgestellten Ordnung Icacinales zugeteilt. Am nächsten verwandt sind die Metteniusaceae.
Die Gattung Oncotheca war monotypisch bis 1982 eine zweite Art beschrieben wurde.
Es gibt nur zwei Arten in dieser Gattung und Familie. Beide Arten kommen nur in Neukaledonien vor und gedeihen entlang von Fließgewässern oder auf anderen etwas feuchten Standorten, hauptsächlich auf der südlichsten Spitze der Südprovinz:
- Oncotheca balansae Baill.: Die Chromosomenzahl ist 2n = 50.[6]
- Oncotheca humboldtiana (Guill.) Morat & Veillon (Syn.: Oncotheca macrocarpa Guill.)